# Gamaches
Gamaches é uma comuna francesa na região administrativa de Altos da França, no departamento de Somme. Estende-se por uma área de 9,92 km². Em 2010 a comuna tinha 2 585 habitantes (densidade: 260,6 hab./km²).